# Albești, Argeș
Albești este satul de reședință al comunei Albeștii de Muscel din județul Argeș, Muntenia, România.
În zonă se află o Rezervație paleontologică - punct fosilifer, cu o suprafață de 1,50 ha. Rezervația de calcar numulitic numit și "calcar de Albești", furnizează roca din care, de-a lungul timpului, s-au contruit numeroase monumente cu importanță deosebită în patrimoniul național (exemplu, Palatul Cantacuzino (Florești)).